# Wiaczesław Tereszczenko
Wiaczesław Wołodymyrowycz Tereszczenko (ukr. Вячеслав Володимирович Терещенко; ur. 16 stycznia 1977 w Odessie) – ukraiński piłkarz, grający na pozycji napastnika, trener piłkarski.

## Kariera piłkarska

### Kariera klubowa
Wychowanek SDJuSzOR Czornomoreć Odessa. W 1994 rozpoczął swoją piłkarską karierę w drugiej drużynie Czornomorca-2 Odessa. Latem 1995 druga drużyna została rozwiązana, dlatego potem występował w odeskich zespołach Dynamo-Fłesz Odessa, Dnister Owidiopol, SK Odessa i SKA-Łotto Odessa. Na początku 1999 został piłkarzem Czornomorca, a 12 lipca 1999 debiutował w Wyższej Lidze w meczu z Metałurhiem Mariupol. Latem 1999 został wypożyczony do Portowyka Iljiczewsk. Potem nieczęsto wychodził na boisko w składzie pierwszej drużyny Czornomorca, dlatego latem 2001 przeniósł się do Obołoni Kijów, w którym występował przez 4 lata. 30 maja 2004 w wyniku wypadku samochodowego doznał kontuzję głowy, po czym długo rehabilitował się. Po tym jak Obołoń spadł z Wyszczej Lihi, w końcu czerwca 2005 powrócił do Czornomorca, ale już na początku 2006 został wypożyczony do Zakarpattia Użhorod. Potem grał w amatorskim zespole Digital Odessa. Wiosną 2007 bronił barw Dnistra Owidiopol. W końcu 2007 zakończył karierę piłkarską w amatorskim zespole Iwan Odessa.

## Kariera trenerska
Po zakończeniu kariery zawodniczej od stycznia 2008 roku pracował w SDJuSzOR Czornomoreć Odessa.

## Sukcesy i odznaczenia

### Sukcesy klubowe
- wicemistrz Perszej lihi Ukrainy: 1999
- brązowy medalista Perszej lihi Ukrainy: 2002
- brązowy medalista Mistrzostw Ukrainy: 2006

### Sukcesy indywidualne
- 5-6. miejsce w klasyfikacji strzelców Wyższej Ligi: 2002/03 (12 goli).